# Distrito de Freistadt
Freistadt es un distrito del estado de Alta Austria, Austria.

## División administrativa

### Localidades con población (año 2018)
- Bad Zell 2.919
- Freistadt 7.909
- Grünbach 1.946
- Gutau 2.724
- Hagenberg im Mühlkreis 2.737
- Hirschbach im Mühlkreis 1.194
- Kaltenberg 625
- Kefermarkt 2.116
- Königswiesen 3.113
- Lasberg 2.748
- Leopoldschlag 1.023
- Liebenau 1.597
- Neumarkt im Mühlkreis 3.163
- Pierbach 1.011
- Pregarten 5.293
- Rainbach im Mühlkreis 2.959
- Sandl 1.384
- Sankt Leonhard bei Freistadt 1.394
- Sankt Oswald bei Freistadt 2.901
- Schönau im Mühlkreis 1.941
- Tragwein 3.082
- Unterweißenbach 2.192
- Unterweitersdorf 2.082
- Waldburg 1.375
- Wartberg ob der Aist 4.222
- Weitersfelden 1.042
- Windhaag bei Freistadt 1.579

### Ciudades
- Freistadt
- Pregarten

### Ciudades-mercado
- Bad Zell
- Gutau
- Hagenberg im Mühlkreis
- Kefermarkt
- Königswiesen
- Lasberg
- Leopoldschlag
- Liebenau
- Neumarkt im Mühlkreis
- Rainbach im Mühlkreis
- Sankt Leonhard bei Freistadt
- Sankt Oswald bei Freistadt
- Tragwein
- Unterweißenbach
- Wartberg ob der Aist
- Weitersfelden
- Windhaag bei Freistadt

### Municipios
- Grünbach
- Hirschbach im Mühlkreis
- Kaltenberg
- Pierbach
- Sandl
- Schönau im Mühlkreis
- Unterweitersdorf
- Waldburg